# Курочкин, Владимир Демидович
Влади́мир Деми́дович Ку́рочкин (26 февраля 1955, Йошкар-Ола, Марийская АССР, РСФСР, СССР) ― советский и российский художник, график, педагог, член Союза художников России. Преподаватель Йошкар-Олинского художественного училища (1977―2014). Заслуженный художник Российской Федерации (2014). Заслуженный деятель искусств Республики Марий Эл (1995). В 2020 году награждён медалью ордена «За заслуги перед Марий Эл».

## Биография
Родился 26 февраля 1955 года в г. Йошкар-Оле в семье художника, работавшего в Марийском книжном издательстве. Детские годы проводил в деревне Бурдино Яранского района Кировской области, откуда родом его мама ― Александра Ивановна Курочкина (Бурдина).
В 1970 году с отличием окончил Йошкар-Олинскую детскую художественную школу, в 1974 году ― Чебоксарское художественное училище (отделение дизайна).
В 1974―1976 годах служил в рядах Советской Армии, где тоже работал художником.
После демобилизации вернулся в г. Йошкар-Олу, где был приглашён преподавателем в Йошкар-Олинское художественное училище. Проработал в этом училище 46 лет. 
В настоящее время живёт и работает в г. Йошкар-Оле.

## Художественное творчество
Заниматься рисованием начал с детства под влиянием отца. 
Во время преподавания в художественном училище писал и рисовал обнажённую модель, ходил на этюды. Каждая модель подсказывает композицию, ракурс, поворот головы, выбор материала. Его живописные и графические портреты привлекают мастерством, технологичностью, индивидуальностью образов.
Является автором сюжетных картин по истории Марийского края «Провозглашение МАО», (1982), «Ревком МАО» (1987) «Праздник МАО» (1989), «Мятеж» (1991) и др. На рубеже веков обратился к вопросам духовного возрождения России: «Господь, спаси и сохрани» (1998), «Апокалипсис» (2000), «Прошлое поминаем, минувшее чаем» (2002).
Известен и как художник-пейзажист и художник-портретист. Его перу принадлежат пейзажи, изображающие берега Малой Кокшаги и её половодье.
Также известны его портреты известных деятелей культуры и искусства (например, театрального режиссёра Г. В. Константинова). 
В 1990 году принят в Союз художников России.
Является участником выставок различного уровня в Москве и городах России. Его персональные выставки проходили в п. Юрино (1976), Йошкар-Оле (1981, 1990, 2005, 2010) г. Козьмодемьянске и п. Килемары Марий Эл (2011).
Организатор пленэров для студентов в гг. Йошкар-Оле, Яранске (Кировская область), Козьмодемьянске (Марий Эл). Среди его учеников – молодые марийские художники О. Шалаева, И. Стан, К. Киселёва и др. 

## Признание
- Заслуженный художник Российской Федерации (20 апреля 2014)[1][6]
- Заслуженный деятель искусств Республики Марий Эл (1995)[1]
- Медаль ордена «За заслуги перед Марий Эл» (2020)[7]